# Aristida pallens
Espèce
Aristida pallens est une espèce de plantes monocotylédones de la famille des Poaceae, sous-famille des Aristidoideae, originaire d'Amérique du Sud.
Ce sont des plantes herbacées vivaces, aux tiges (chaumes) pouvant atteindre 50 cm de long et aux inflorescences en panicules.
Cette espèce est utilisée pour fabriquer des brosses.

## Liste des variétés
Selon Tropicos (20 décembre 2017) (Attention liste brute contenant possiblement des synonymes) :
- Aristida pallens var. geminata Caro
- Aristida pallens var. intermedia Trin. & Rupr.
- Aristida pallens var. macrochaeta Hack.
- Aristida pallens var. major Döll
- Aristida pallens var. murina (Cav.) Trin. & Rupr.
- Aristida pallens var. pallens
- Aristida pallens var. patula Trin. & Rupr.
- Aristida pallens var. tenuicula Hack.
- Aristida pallens var. tenuifolia (Nees) Trin. & Rupr.
- Aristida pallens var. tragopogon Trin. & Rupr.